# Castilleja chrysantha
Castilleja chrysantha là loài thực vật có hoa thuộc họ Cỏ chổi. Loài này được Greenm. mô tả khoa học đầu tiên năm 1909.